# Callichroma interruptum
Callichroma interruptum là một loài bọ cánh cứng trong họ Cerambycidae.